# 塞莱河畔马西亚克
塞萊河畔马西亚克（法語：Marcilhac-sur-Célé，法語發音：[maʁsijak syʁ sele]）是法国洛特省的一个市镇，位于该省中东部，属于菲雅克区。

## 地理
塞莱河畔马西亚克（44°33'12"N, 1°46'15"E）面积27.35 平方千米，位于法国奧克西塔尼大區洛特省，该省份为法国西南部内陆省份，北起顺时针与科雷兹省、康塔爾省、阿韦龙省、塔恩-加龙省、洛特-加龍省和多尔多涅省接壤。
与塞莱河畔马西亚克接壤的市镇（或旧市镇、城区）包括：布拉尔、埃斯佩达亚克、拉尔纳戈勒、圣舍尔、圣叙尔皮斯、塞莱河畔索利亚克。

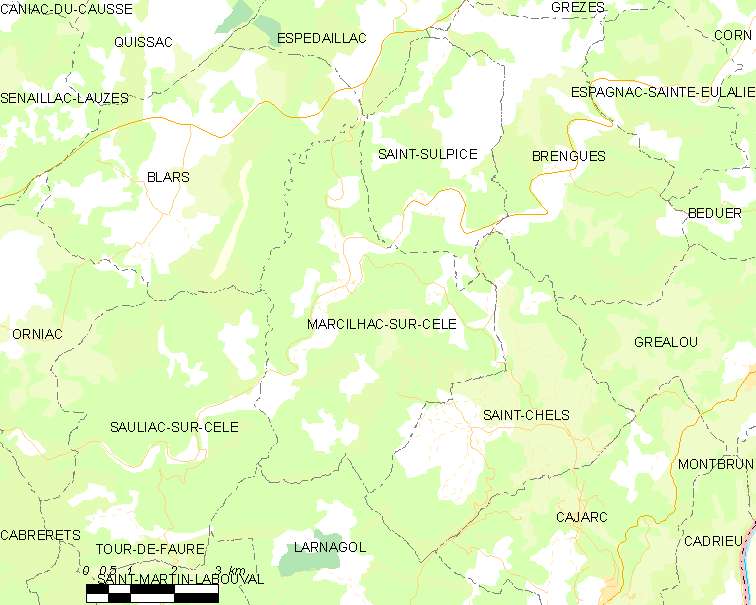
塞莱河畔马西亚克的OSM定位图

塞莱河畔马西亚克的时区为UTC+01:00、UTC+02:00（夏令时）。

## 行政
塞莱河畔马西亚克的邮政编码为46160，INSEE市镇编码为46183。

## 政治
塞莱河畔马西亚克所属的省级选区为科斯与谷地县。

## 人口

1962-2008年间塞莱河畔马西亚克人口变化图示

塞莱河畔马西亚克于2022年1月1日时的人口数量为183人。